# Charles Portis
Charles McColl Portis (El Dorado, 28 dicembre 1933 – Little Rock, 17 febbraio 2020) è stato uno scrittore statunitense.

## Biografia
Nato il 28 dicembre 1933 a El Dorado da Samuel Palmer Portis and Alice (Waddell) Portis, è cresciuto in varie città dell'Arkansas lavorando come meccanico.
Durante la guerra di Corea si è arruolato nello United States Marine Corps raggiungendo il grado di sergente prima di congedarsi dall'esercito nel 1955.
Dopo aver conseguito un Bachelor of Arts in giornalismo nel 1958, ha iniziato a lavorare come reporter per alcuni giornali tra i quali il New York Herald Tribune a fianco di colleghi quali Lewis H. Lapham e Tom Wolfe.
Tornato nell'Arkansas per dedicarsi alla scrittura, ha esordito nel 1966 con il romanzo Norwood, uscito prima a puntate nel Saturday Evening Post e definito dal New York Times "delightfully original".
Ha ottenuto notorietà due anni dopo con il romanzo True Grit divenuto con gli anni un classico del genere western, tradotto due volte in italiano e trasposto più volte in pellicola cinematografica e televisiva.
Autore schivo, ha in seguito pubblicato altri 3 romanzi oltre a saggi e racconti guadagnadosi la stima di molti colleghi, da Stephen King a Roald Dahl per il suo stile schietto e pieno di humor.
Malato di Alzheimer, è morto a 86 anni il 17 febbraio 2020 in un ospizio di Little Rock dov'era ricoverato da 2 anni.

## Opere

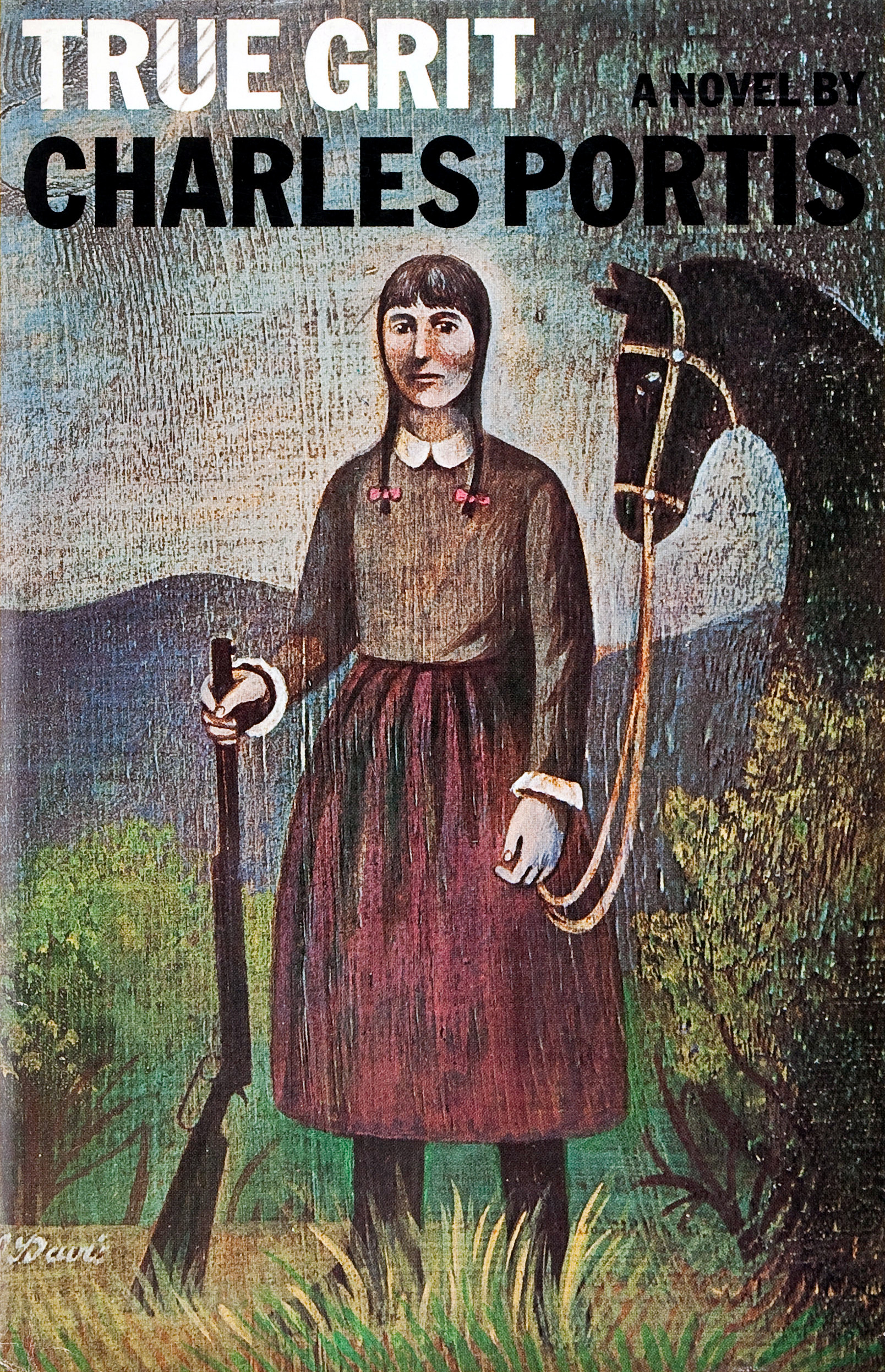
Prima edizione statunitense di True Grit del 1968

### Romanzi
- Norwood (1966)
- True Grit (1968)
  - Un vero uomo per Mattie Ross, Milano, Mondadori, Medusa N. 532, 1969 traduzione di Paola Forti
  - Il Grinta, Varese, Giano, 2011 traduzione di Marco Rossari ISBN 978-88-6251-077-6.
- The Dog of the South (1979)
- Masters of Atlantis (1985)
  - Maestri di Atlantide, Roma, edizioni E/O, 2005 traduzione di Alberto Bracci Testasecca ISBN 88-7641-686-2.
- Gringos (1991)

### Raccolte di racconti
- Escape Velocity: A Charles Portis Miscellany (2012)

## Adattamenti

### Cinema
- Il Grinta (True Grit), regia di Henry Hathaway (1969)
- Norwood, regia di Jack Haley Jr. (1970)
- Torna "El Grinta" (Rooster Cogburn), regia di Stuart Millar (1975)
- Il Grinta (True Grit), regia di Joel ed Ethan Coen (2010)

### Televisione
- True Grit, regia di Richard T. Heffron (1978)